# Playa Girón
Playa Girón är en ort i Kuba.   Den ligger i provinsen Matanzas, i den västra delen av landet, 180 km sydost om huvudstaden Havanna. Playa Girón ligger 4 meter över havet och antalet invånare är 149.
Terrängen runt Playa Girón är mycket platt. Havet är nära Playa Girón åt sydväst. Runt Playa Girón är det mycket glesbefolkat, med 2 invånare per kvadratkilometer. Det finns inga andra samhällen i närheten. I omgivningarna runt Playa Girón växer i huvudsak städsegrön lövskog.